# Либертарианская партия Онтарио
Либертарианская партия Онтарио (OLP; фр. Parti libertarien de l'Ontario) — либертарианская политическая партия в канадской провинции Онтарио. Основанная в 1975 году Брюсом Эвоем, Винсом Миллером и другими, партия была вдохновлена созданием в 1972 году Либертарианской партии в Соединенных Штатах Америки. Партия руководствуется хартией принципов в дополнение к философским ценностям Австрийской школы экономики. На неё повлияли такие авторы и мыслители, как Ян Нарвесон и Мюррей Ротбард.
На всеобщих выборах в Онтарио в 2018 году Либертарианская партия под руководством Аллена Смолла была одной из пяти таких организаций, выдвинувших кандидата в большинстве избирательных округов провинции. Кейт Комар был избран лидером партии на съезде в ноябре 2019 года, заменив временного лидера Роба Фергюсона.

## Результаты выборов

Результаты всеобщих выборов в Онтарио 2014 года, демонстрирующие поддержку кандидатов-либертарианцев

В 1995 году под руководством Джона Шедболта общее количество голосов партии снизилось до 6 085 голосов. Шедболт ушел в отставку через день после выборов 1995 года, и его временно заменил Джордж Дэнс. Сэм Апельбаум был выбран полновременным лидером партии на съезде в октябре 1996 года.
Изменения, внесенные в Закон о выборах в Онтарио и предусматривающие установление фиксированных сроков проведения выборов с интервалом в четыре года, позволили партии заблаговременно подготовиться к всеобщим выборам 2007 года. В результате партия выставила 25 кандидатов и получила в общей сложности 9 249 голосов.
На всеобщих выборах 2011 года партия выдвинула 51 кандидата и получила в общей сложности 19 387 голосов, что составляет 0,45% голосов избирателей. Это более чем вдвое превышает количество кандидатов и голосов, полученных на всеобщих выборах 2007 года.
Самыми успешными выборами партии стали всеобщие выборы 2014 года, на которых кандидаты от Либертарианской партии получили 0,81% голосов.
| Год выборов | Количество голосов | % от общего числа | Количество баллотирующихся кандидатов | Количество выигранных мест |
| ----------- | ------------------ | ----------------- | ------------------------------------- | -------------------------- |
| 1975        | 4752               |                   | 17                                    | 0 из 125                   |
| 1977        | 9961               |                   | 31                                    | 0 из 125                   |
| 1981        | 7087               |                   | 12                                    | 0 из 125                   |
| 1985        | 12 831             | 0,4%              | 17                                    | 0 из 125                   |
| 1987        | 13 514             | 0,36%             | 25                                    | 0 из 130                   |
| 1990        | 24 613             | 0,61%             | 45                                    | 0 из 130                   |
| 1995        | 6085               | 0,15%             | 7                                     | 0 из 130                   |
| 1999        | 2337               | 0,05%             | 7                                     | 0 из 103                   |
| 2003        | 1991               | 0,04%             | 5                                     | 0 из 103                   |
| 2007        | 9249               | 0,21%             | 25                                    | 0 из 107                   |
| 2011        | 19 447             | 0,45%             | 51                                    | 0 из 107                   |
| 2014        | 37 696             | 0,81%             | 74                                    | 0 из 107                   |
| 2018        | 42 918             | 0,75%             | 117                                   | 0 из 124                   |

## Исполнительный комитет
Каждые три года проводятся съезды для избрания руководителя, заместителя руководителя, председателя, заместителя председателя, секретаря, секретаря по учёту, казначея и директора кампании на трехлетний срок. Все эти должности, за исключением руководителя и заместителя руководителя, могут быть заменены выборами на Общем собрании. Члены Комитета избираются сроком на один год на съезде или ежегодном общем собрании.
Исполнительный комитет партии, избранный на съезде в ноябре 2019 года в Аяксе, включает:
- Руководитель – Кейт Комар
- Заместитель руководителя – Жак Будро
- Председатель – Мэтт Догерти
- Заместитель председателя – Сергей Коровицын
- Секретарь – Брэд Грейлих
- Секретарь по учёту – Джим МакИнтош
- Казначей – Эндрю Эллисон
- Директор кампании – Корин Коркоран
- Члены Комитета – Джефф Эверингем, Дэн Литтл [8]

## Партийные лидеры
- Терри Кафлин (избран на учредительном собрании 24 июля 1975 г.)
- Пол Моллон (выборы 1977 г.)
- Скотт Белл (выборы 1981 и 1985 годов)
- Кэй Сарджент (выборы 1987 года)
- Джеймс Сток (выборы 1990 г.)
- Джон Шэдболт (? - 9 июня 1995 г.)
- Джордж Дэнс (временно исполняющий обязанности) (9 июня 1995 г. - октябрь 1996 г.)
- Сэм Апельбаум (октябрь 1996 г. - 5 ноября 2011 г.)
- Аллен Смолл (5 ноября 2011 г. - 20 июля 2018 г.)
- Роб Фергюсон (временно исполняющий обязанности) (21 июля 2018 г. - 2 ноября 2019 г.)
- Кейт Комар (2 ноября 2019 г. - настоящее время)